# Ludwig Wittgenstein
Ludwig Josef Johann Wittgenstein ( [vitg(e)nštajn]; 26. dubna 1889 Vídeň – 29. dubna 1951 Cambridge) byl jedním z nejvlivnějších filosofů 20. století. Bývá spojován především s analytickou filosofií a filosofií jazyka, ovlivnil však i logické pozitivisty. Jeho myšlení pravděpodobně nejvíce ovlivnili Otto Weininger, Arthur Schopenhauer, Bertrand Russell a Gottlob Frege.

## Život
Ludwig Josef Johann Wittgenstein se narodil 26. dubna 1889 ve Vídni jako nejmladší z osmi dětí. Jeho sourozenci byli: Hermine (1874–1950), Johannes (1877–1902), Konrad (1878–1918), Helene Salzer (1879–1956), Rudolf (1881–1904), Margaret Stonborough (1882–1958) a Paul (1887–1961). Rodina byla velmi bohatá, otec Karl Wittgenstein patřil k nejúspěšnějším podnikatelům Rakouska-Uherska. 
Oba Karlovi rodiče byli Židé, jeho otec Hermann Wittgenstein (1802–1878) přijal jméno Christian, aby se tak distancoval od svého židovského původu, jeho matka Franziska Gigdor (1814–1890) před sňatkem konvertovala k protestantismu.[zdroj⁠?!]
Ludwigova matka, Leopoldina Kallmus (1850–1926), je známá „Poldi“ z názvu a emblému kladenských železáren (Huť Poldi). Její otec Jakob Kallmus (1814–1870) byl český Žid, zatímco její matka Marie Stallner (1825–1921) byla rakousko-slovinská katolička.[zdroj⁠?!]
Do školy chodil Ludwig Wittgenstein v Linci. Ve stejnou dobu navštěvoval tuto školu i Adolf Hitler, který přesto, že byl o šest dnů starší, chodil o dvě třídy níž. Reálně se tak mohl Wittgenstein setkat s Hitlerem pouze v jednom školním roce.
Později studoval Ludwig strojnictví v Berlíně. Jeho zájem se časem rozšířil na matematiku, přes niž se dostal k logice a filozofii matematiky. Na radu Gottloba Fregeho absolvoval několik trimestrů filozofie u Bertranda Russella v anglické Cambridgi. Po vypuknutí první světové války se přihlásil do rakouské armády jako dobrovolník, v jejím průběhu získal na východní frontě několik medailí za statečnost.
Po válce pokračoval v bádání a roku 1921 vydal s Russellovou pomocí Logisch-philosophische Abhandlung (později známé jako Tractatus Logico-Philosophicus), jediné dílo, které vyšlo za jeho života (Traktát byl napsán již roku 1918, ale z důvodů válečných a následně kvůli problémům při shánění nakladatele se vydání o tři roky zdrželo). V něm, podle svého názoru, vyřešil všechny problémy filosofie a stáhl se do ústraní. Několik let působil jako učitel na několika venkovských základních školách (v Trattenbachu, Puchbergu am Schneeberg, Otterthalu), mezi ním a rodiči žáků však panovalo napětí. Poté, co v dubnu 1926 uhodil do hlavy jedenáctiletého žáka, který pak upadl do bezvědomí, podal Wittgenstein u okresního školního inspektora žádost o propuštění dříve, než proti němu mohly být podniknuty oficiální kroky (žákův otčím žádal jeho uvěznění). Cítil, že selhal jako učitel, a několik měsíců pak pracoval jako pomocný zahradník v klášteře v Hütteldorfu u Vídně, kde bydlel v zahradníkově kůlně na nářadí. V této době také zvažoval, a to nikoli poprvé, zda má vstoupit do kláštera. Během rozhovoru na toto téma mu tamní opat poradil, že klášterní život asi není to, co hledal.
V roce 1929 se vrátil do Cambridge na Trinity College k filosofické práci a výuce studentů. Téhož roku v přátelské atmosféře před komisí, které předsedal Russell, obhájil svůj Tractatus jako disertační práci a získal titul PhD. Roku 1939 se v Cambridgi stal profesorem.
Během druhé světové války pracoval v nemocnici a jako technický pracovník v Newcastlu, po jejím konci se vrátil na univerzitu. Od roku 1947 rezignoval na akademickou činnost a plně se věnoval psaní. Do roku 1949 vznikla většina materiálu posmrtně vydaného jako Philosophische Untersuchungen (Filosofická zkoumání); toto dílo je pokládáno za Wittgensteinovu nejzávažnější práci. Posledních několik let trávil usilovnou prací ve Vídni, Oxfordu a v Cambridgi, kde v dubnu 1951 zemřel na rakovinu.

## Dílo

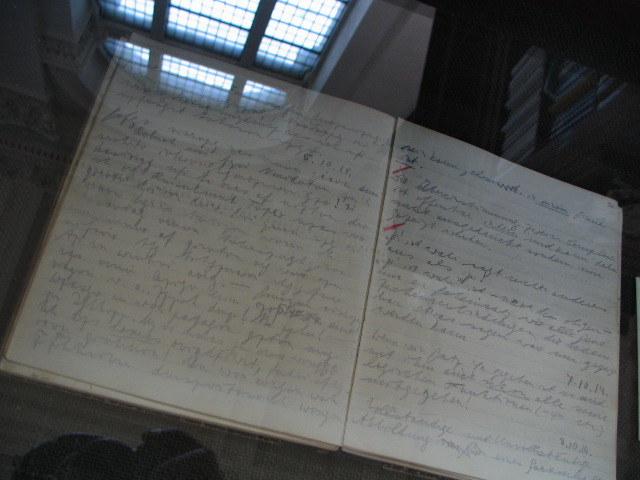
Poznámkový sešit Ludwiga Wittgensteina z roku 1914

- Tractatus logico-philosophicus je jediné dílo vydané během W. života; sám Wittgenstein v předmluvě napsal, že se skládá ze hlavních dvou částí – za prvé: myšlenek v něm vyjádřených, za druhé: ukázáním, jak málo se dosáhne řešením podobných problémů. Jedna z nejdůležitějších myšlenek je vyjádřena v oddílu 4.003 – „Většina vět a otázek, které byly napsány o filosofických věcech, není nepravdivá, nýbrž nesmyslná. Nemůžeme proto vůbec takové otázky zodpovědět, nýbrž jen prokázat jejich nesmyslnost. Většina otázek a vět filosofů spočívá na tom, že nerozumíme naší jazykové logice. (Je to takový druh otázek, jako zda je dobro více, či méně identické než krásno.) A nelze se divit, že nejhlubší problémy vlastně žádné problémy nejsou.“ a 4.0031 – „Celá filosofie je ‚kritikou jazyka‘. Russelovi vděčíme za to, že ukázal, že zdánlivá logická forma věty nemusí být její skutečnou formou.“ Z dalších zajímavých výroků stojí za uvedení ještě minimálně oddíl 5.6 – „Hranice mého jazyka znamenají hranice mého světa.“ a samozřejmě poslední oddíl 7 tvořený jen jednou větou: „O čem nelze mluvit, o tom se musí mlčet.“
- Filosofická zkoumání – zde zavádí pojem řečové hry a rozvíjí myšlenku filosofie jako objasňování problémů jazyka („Význam nějakého slova je způsob jeho použití v řeči.“ § 43). Řečové hry je Wittgensteinův pojem, zdůrazňující aktuální stránku řeči a mluvení, jež se řídí různými pravidly například v rodině, ve vědeckém užití apod. Každá promluva sleduje nějaký cíl, nestačí tedy zkoumat jen její logickou stavbu.[2]
- Modrá a Hnědá kniha – výbor z přednášek v Cambridge, asi nejpřístupnější vyjádření Wittgensteinových myšlenek.

„K čemu jsou definice, když stejně vedou jen k dalším nedefinovaným pojmům?“ (Blue book, str. 26)
„Frazerův výklad magických a náboženských názorů lidstva není uspokojivý; představuje je totiž jako omyly.“ (Blue book, str. 119)
- On Certainty – práce z posledních let (z velké části odpověď na práci G. E. Moora In Defense of Common Sense).

„Poznání je nakonec založeno na uznání.“ (On certainty, str. 378)
- Rozličné poznámky (Vermischte Bemerkungen) – poznámky z pozůstalosti (sestavil Georg Henrik von Wright).

„Člověk se musí probudit k údivu – a národy možná také. Věda je způsob, jak je zase poslat spát.“ (Culture and value, str. 5.)

### České překlady
- Tractatus logico-philosophicus. Přeložil Jiří Fiala. 1. vydání. Praha: Institut pro středoevropskou kulturu a politiku a Svoboda-Libertas, 1993
- Rozličné poznámky: výbor z pozůstalosti. Přeložil Marek Nekula. 1. vydání. Praha: Mladá fronta a Vyšehrad, 1993
- Filosofická zkoumání. Přeložil Jiří Pechar. 1. vydání. Praha: Filosofický ústav AV ČR, 1993
- Filosofická zkoumání. Přeložil Jiří Pechar. 2. upravené vydání. Praha: Filosofia, 1998
- Předběžné studie k Filosofickým zkoumáním obecně známé jako Modrá a Hnědá kniha. Přeložil Petr Glombíček. 1. vydání. Praha: Filosofia, 2006
- Modrá a Hnědá kniha. Přeložil Petr Glombíček. 1. vydání. Praha: Filosofia, 2006
- Tractatus logico-philosophicus. Přeložil Petr Glombíček. 1. vydání. Praha: OIKOYMENH, 2007
- Poznámky o barvách. Přeložil Ondřej Beran. 1. vydání. Praha: Filosofia, 2010
- O jistotě. Přeložil Vlastimil Zátka. 1. vyd. Praha: Academia, 2010